# Holbav
Holbav (en allemand : Hohlbach, en hongrois : Holbák) est une commune roumaine du județ de Brașov, dans la région historique de Transylvanie. Elle est composée d'un seul village, Holbav.

## Localisation
Holbav est située au pied de monts Măgura Codlei, dans la partie centre-sud du comté de Brașov, à 20 km du centre-ville de Brașov et à 14 km du Codlea, dans la région historique du pays de la Bârsa.

## Démographie
Lors du recensement de 2011, la population de Holbav est composée de 95,18 % de Roumains (4,81 % de la population ne déclare pas d'appartenance ethnique).
Sur le plan religieux, 88,61 % des habitants de Holbav déclarent être orthodoxes, 1,68 % pentecôtistes, 4,73 % chrétiens selon l'Évangile (0,15 % de la population est d'une autre religion et 4,81 % ne déclare pas d'appartenance religieuse).

## Monuments et lieux touristiques
- Église orthodoxe construite en 1859[3]
- Réserve naturelle Holbav (aire protégée avec une superficie de 4,10 ha)
- Monts Măgura Codlei